# 甸奴·辛尼
甸奴·辛尼（葡萄牙語：Dino Sani，1932年5月23日—）是一名前意大利裔巴西足球運動員，司職中場，他是協助巴西奪得1958年世界盃冠軍的主要功臣之一。甸奴·辛尼是一名具有個人能力出眾、進球能力強的中場球員，以球技、技術、準確傳球、創造力和近距離控球而聞名，效力意大利AC米蘭時以廣闊的視野以及長傳球能力使他成為當時歐洲出色的助攻手。

## 榮譽

### 球會
AC米蘭
- 意大利甲組足球聯賽 (1): 1961–62
- 歐洲冠軍球會盃 (1): 1962–63

### 國家隊
巴西
- 國際足協世界盃冠軍: 1958
- 美洲國家盃亞東 (2): 1957年, 1959年

### 個人
- AC米蘭名人堂[2]
- 聖保羅名人堂

## 外部鏈接
- 维基共享资源上的相關多媒體資源：甸奴·辛尼